# Гужно
Гужно (пол. Górzno)  —  город  в Польше, входит в Куявско-Поморское воеводство,  Бродницкий повят.  Имеет статус городско-сельской гмины. Занимает площадь 3,43 км². Население 1369 человек (на 2006 год).